# A Plague Tale: Requiem
A Plague Tale: Requiem ist ein Action-Adventure und Stealth-Computerspiel vom französischen Entwicklerstudio Asobo Studio, das am 18. Oktober 2022 von Focus Entertainment für Windows, Xbox Series, PlayStation 5 und Nintendo Switch veröffentlicht wurde. Es ist die Fortsetzung des Vorgängers A Plague Tale: Innocence und damit der zweite Teil der A-Plague-Tale-Reihe.

## Handlung
Im Juni 1349, sechs Monate nach den Ereignissen aus dem Vorgängerspiel, befindet sich Amicia de Rune mit ihrem Bruder Hugo, ihrer Mutter Beatrice und dem Alchimistenlehrling Lucas auf der Durchreise in der südfranzösischen Grafschaft Provence. Als Amicia und Hugo bei einer Burgruine spielen, geraten sie an eine Gruppe feindlich gesonnener Bauern, die die Geschwister angreifen. Durch eine Verkettung tragischer Ereignisse werden auch Beatrice und Lucas mit in den Konflikt hineingezogen, so dass Amicia gezwungen ist, die Angreifer mit ihrer Schleuder zu töten. Dieser Vorfall löst in Hugo einen Schock aus, wodurch seine mysteriöse Krankheit, die „Prima Macula“, in ihm wieder erwacht.
Nach einiger Zeit erreichen Amicia, Hugo, Lucas und Beatrice ihr Ziel, Arles (im Spiel nur als „Rote Stadt“ bezeichnet), wo eine Alchimisten-Organisation, welche der „Orden“ genannt wird, ansässig ist. Die Stadt erscheint friedlich und sicher vor der Pest, weswegen die Gruppe glaubt, hier endlich eine neue Zuflucht gefunden zu haben. Als sie sich in einem Haus des Ordens einquartieren, bemerkt Beatrice, dass sich Hugos Zustand wieder verschlechtert, da die Macula immer mehr Einfluss auf ihn nimmt. Darum machen sich Amicia und Lucas auf dem Weg, um Magister Vaudin, einem Vertreter des Ordens, zu holen, der Hugo behandeln soll. Dabei müssen sie jedoch feststellen, dass Rattenhorden und somit die Pest nun auch Arles erreicht haben und die Armenviertel bereits unter Quarantäne stehen.
Nachdem Vaudin gefunden wurde, weist dieser Amicia und Lucas an, Heilkräuter für Hugo von einem Kräuterkundler außerhalb der Stadtmauern zu besorgen. Zwar können sie die benötigten Pflanzen holen, aber die Ratten dringen nun tiefer in die Stadt ein, so dass Soldaten der Provence mit brutalen Eindämmungsmaßnahmen beginnen, bei der selbst unschuldige Leute getötet werden. Als auch Amicia und Lucas von den Soldaten bedroht und angegriffen werden, verliert Amicia die Beherrschung und tötet in ihrer Raserei einen Soldaten nach dem anderen. Letztendlich können die beiden ihren Angreifern entkommen und bringen die Heilkräuter zu Hugo. Vaudin erklärt jedoch, dass Hugos Krankheit unheilbar ist und er sterben wird, sobald die Macula ihre letzte Entwicklungsschwelle erreicht. Die einzige Option bestehe darin, Hugo zum Hauptquartier des Ordens in Marseille zu bringen, wo er bis zu seinem Tod eingedämmt werden soll, um die weitere Ausbreitung der Pest durch die Macula zu vermeiden. Jedoch haben Vaudins Behandlungen Hugo psychisch bereits so sehr strapaziert, dass die Rattenhorden nun in Raserei geraten und die Stadt völlig in Schutt und Asche legen. Vaudin wird dabei getötet, während die anderen mit einem Boot dem Massaker entkommen können.
Die Gruppe macht sich nun über den Fluss auf dem Weg nach Marseille. Amicia will es jedoch nicht akzeptieren, dass Hugo einfach als Testobjekt des Ordens eingesperrt wird. Sie berichtet Beatrice von einem Traum, den Hugo in letzter Zeit häufiger hatte, in welcher er auf einer Insel war und hier eine geheimnisvolle Quelle fand, die ihn von der Macula heilte. Hugo und Amicia sind der Überzeugung, dass diese Insel wirklich existiert und sich dort das Heilmittel finden lässt, nach das sie immer gesucht haben. Lucas und Beatrice wollen dem jedoch kein Glauben schenken. Kurz darauf wird die Gruppe am Flussufer von einer Söldnerbande unter der Führung des entehrten Ritters Arnaud überfallen. Amicia und Hugo steigen aus dem Boot, um ihre Gegner abzuwehren; dabei wird Amicia von Arnaud am Kopf verletzt. Als die Angreifer endlich besiegt wurden, entscheidet sich Amicia kurzerhand, Beatrice und Lucas allein mit dem Boot davontreiben zu lassen, um mit Hugo auf eigene Faust nach der geheimnisvollen Insel zu suchen.
Während Amicia und Hugo sich auf dem Weg zur Mittelmeerküste machen, müssen sie erneut Rattenhorden sowie Soldaten ausweichen, die wegen der Vorfälle in Arles nach den Geschwistern suchen. Dabei wird deutlich, dass Amicia sehr darunter leidet, ständig zum Töten ihrer Gegner gezwungen zu werden, und sie befürchtet, ihr Verhalten könnte sich negativ auf Hugo auswirken. Als sie von einer wütenden Welle von Ratten umzingelt werden, bricht Amicia aufgrund ihrer Kopfverletzung zusammen, wird aber kurz darauf von niemand geringerem als Arnaud gerettet und gesund gepflegt. Amicia zeigt sich wenig erfreut darüber, doch Arnaud bietet für sie und Hugo einen Waffenstillstand an, damit alle gemeinsam vor der Pest fliehen können. Darüber hinaus weiß Arnaud, wo sich die Insel aus Hugos Träumen befindet, da er sie anhand seiner Beschreibung wiedererkannt hat. Nachdem Amicia widerwillig einer Zusammenarbeit zustimmte, begibt sich die Gruppe zu einem Piratenversteck an der Küste. Dort treffen sie auf Arnauds Schmugglerfreundin Sophia, die nach aufklärenden Gesprächen einwilligt, Amicia und Hugo mit ihrem Schiff zur besagten Insel, die als La Cuna bekannt ist, zu bringen.
Nachdem die Gruppe auf dem Weg zum Hafen erneut mit angreifenden Soldaten konfrontiert wurde, gelangt sie auf Sophias Schiff und setzt damit Kurs nach La Cuna. Einige Stunden später erreichen sie die Insel, die sich als ein tropisches Paradies entpuppt, in dem der Graf der Provence, Victor, und seine Frau Emilie in Frieden regieren. Während Sophia auf dem Schiff wartet, begeben sich Amicia, Hugo und Arnaud an Land, wo gerade ein Fest zu Ehren einer heidnischen Gottheit namens „Sohn der Glutasche“ stattfindet. Als Victor persönlich auftritt, versucht Arnaud plötzlich Hugo dazu zu überreden, Ratten zum Angriff herbeizurufen. Amicia erfährt, dass Arnaud nur deswegen half, zur Insel zu gelangen, um mit Hilfe von Hugos Fähigkeiten den Grafen zu töten, da Arnaud diesen für den Tod seines Sohnes verantwortlich macht. In dem darauffolgenden Chaos wird Arnaud festgenommen, nachdem dieser auf eigene Faust versucht hat, Victor zu töten. Amicia und Hugo gelingt es, dem Grafen und seiner Frau die Situation zu erklären, woraufhin die Geschwister freundlich aufgenommen und in seinen Palast zum Übernachten eingeladen werden. Hugo ist begeistert und sieht die Insel als einen Ort, den er endlich ein Zuhause nennen kann.
Am nächsten Tag treffen sich Amicia und Hugo wieder mit Sophia und erkunden gemeinsam die Insel, um nach Hinweisen zu suchen, die mit Hugos Träumen in Zusammenhang stehen könnten. In den Ruinen eines byzantinischen Theaters entdecken sie eine Karte von La Cuna, die darauf andeutet, dass diese Insel mit dem Orden verbunden ist. Die Karte weist auf einen alten Heiligtum des Ordens oben auf dem Berg hin, wo gerade ein Ritual für den „Sohn der Glutasche“ abgehalten wird, weswegen die Gruppe sich dorthin begibt. Es stellt sich heraus, dass das Bauwerk als Begegnungsstätte für einen vom Grafen und seiner Frau angeführten Heidenkult dient, der unwissentlich einen früheren Macula-Träger als Erlöser verehrt. Indem Amicia, Hugo und Sophia in Verkleidungen das Ritual mit anderen Teilnehmern durchlaufen, gelingt es ihnen, unbemerkt tiefer ins Heiligtum zu schleichen. Darin finden sie Hinweise und Spuren des ersten Macula-Trägers Basilius und seiner Beschützerin Aelia, die beide im 6. Jahrhundert auf La Cuna gelebt haben. Aus alten Schriften geht hervor, dass Basilius, als er die letzte Schwelle der Macula erreichte, vom Orden an einem geheimen Ort eingesperrt wurde, Aelia jedoch aufgrund ihrer engen Bindung zu dem Kind dagegen rebellierte und man sie deshalb in einer Festung auf der anderen Seite der Insel inhaftierte.
Weil Amicia einen Hinweis auf den Aufenthaltsort des Trägers in Aelias Kerker vermutet, geht die Gruppe zu der Festung. Dort müssen sie schockiert feststellen, dass Sklavenhändler dem „Sohn der Glutasche“ Menschen opfern, da deren Anführer Milo den Grafen stürzen und sich seinen Platz am Thron des Sohnes sichern will. In der Krypta einer antiken Kapelle findet Amicia schließlich Aelias Ring vergraben, zusammen mit einem Symbol, das Basilius‘ Aufenthaltsort unter der Inselkarte im alten Theater enthüllt. Kurz darauf werden die Geschwister von Milo angegriffen, jedoch kann Sophia diesen mit einem Messer töten. Als die anderen Sklavenhändler die Festung stürmen, nutzt Hugo seine Macht, um Ratten herbeizurufen und die Fanatiker zu töten – was zu Spannungen mit Amicia führt, da sie nicht will, dass ihr Bruder ihrem schlechten Beispiel folgt.
Amicia, Hugo und Sophia kehren zur Karte zurück, wobei sie erleben, wie durch Hugos leichtsinnigen Einsatz der Macula die gesamte Insel jetzt von den Ratten überrannt wird. Dennoch gelingt es ihnen, einen Geheimgang unter der Karte freizulegen, der sie in die Tiefe zu einem weitläufigen, antiken Ordenstempel führt. Hier entdecken sie sowohl Aelias Skelett als auch die sterblichen Überreste von Basilius, der vom Orden festgekettet wurde. Es wird deutlich, dass Aelia mit all ihrer Kraft damals versucht hatte, Basilius zu befreien, jedoch von Streitkräften des Ordens getötet wurde, bevor sie ihn erreichen konnte. Gequält von der Isolation und ohne seine Beschützerin, gab Basilius der Macula vollständig nach und löste so 541 die Justinianische Pest aus. Amicia erkennt, dass die Macula Hugo den Traum nur gezeigt hat, um ihn in ihre Fänge zu locken und zu verzehren. Als kurz darauf eine gewaltige Rattenwelle durch den Untergrund bricht, flieht die Gruppe zurück an die Oberfläche, während hinter ihnen die gesamte Tempelanlage zerstört wird.
Wenig später erhalten Amicia und Hugo zu ihrer Überraschung die Nachricht, dass Lucas und Beatrice auf der Insel eingetroffen sind. Im Palast des Grafen, wo auch die verängstigten Inselbewohner Schutz vor den Ratten suchen, vereinen sich die Geschwister wieder mit ihrer Mutter und Lucas und berichten von ihrer Entdeckung. Anhand dieser schlussfolgern sie, dass die Macula sich von der Angst, der Wut und dem Schmerz ihres Trägers ernährt und dadurch verschlimmert, sie jedoch unter Kontrolle gehalten werden kann, wenn der Träger ein friedliches Leben mit der Familie führt. Daher entscheidet sich Beatrice, gemeinsam in eine abgelegene Berghütte der De Runes in den Alpen zu ziehen, wo sie für Hugos glückliches Leben sorgen können. Jedoch hält Victor die Gruppe von ihrer Abreise ab und nimmt Amicia in seine Gewalt. Der Graf offenbart ihr, dass Emilie Hugo für den „Sohn der Glutasche“ hält – ein Mythos, den er aus Liebe zu seiner Frau erfunden hat. Er wusste die ganze Zeit von Hugos Verbindung zu den Ratten und will ihn für seine Zwecke adoptieren, weswegen Amicia und Beatrice sterben müssen. Nach einer Verfolgungsjagd landet Amicia in einer Arena hinter dem Palast, wo sie ihre Mutter gefesselt neben Emilie vorfindet. Obwohl Amicia sich verzweifelt gegen Victors Angriffen zur Wehr setzt, kann sie nicht verhindern, dass Beatrice von Emilie für ein rituelles Opfer getötet wird.
Als Hugo in diesem Moment eintrifft und sieht, was seiner Mutter angetan wurde, verliert er die Beherrschung und ruft zahlreiche Rattenhorden herbei, die Emilie töten und einen Großteil der Insel verwüsten. Während der Graf entkommen kann, kämpfen sich Amicia, Hugo und Lucas einen Weg durch die Trümmer von La Cuna frei, wobei Hugos Verstand vorübergehend gelähmt zu sein scheint. Als sie den Hafen erreichen, sehen sie, dass Arnaud noch lebt und von Victors Soldaten hingerichtet werden soll. Da beide nun den Hass auf den Grafen teilen, tötet Amicia die Soldaten und befreit Arnaud von seinen Fesseln. Schließlich wird die Gruppe von Sophia, die sich während des Gemetzels versteckt hielt, auf ihr Schiff gebracht und flieht damit erfolgreich von der Insel.
Nach einer ruhigen Fahrt auf See bessert sich Hugos Zustand am nächsten Tag wieder. Kurz bevor sie das Festland erreichen, wird die Gruppe jedoch vom Schiff des Grafen eingeholt, der sie die ganze Zeit verfolgt hat. Amicia und Arnaud bemühen sich vergeblich, Victor und seine Soldaten vom Entern abzuhalten. Als Amicia von einem Pfeil verletzt wird, nimmt der Graf Hugo sowie Lucas und Sophia gefangen und zerstört ihr Schiff. Arnaud schafft es noch rechtzeitig, über Bord zu gehen und die bewusstlose Amicia an Land zu tragen, wo er sie medizinisch versorgt. Nachdem sie wieder zu sich kommt, klärt Arnaud sie darüber auf, dass Hugo nach Marseille gebracht wurde und der Graf plant, den Jungen als Waffe zur Eroberung ganz Frankreichs einzusetzen. Die beiden machen sich auf die Suche nach Lucas und Sophia, werden aber kurz darauf erneut mit Victor und seinen Soldaten konfrontiert. In einem finalen Kampf am Strand gelingt es Amicia und Arnaud schließlich, den Grafen zu töten, wobei Arnaud jedoch tödlich verletzt wird. Plötzlich breitet sich von Marseille eine riesige Nebelwolke aus und verdunkelt den Himmel, da Hugo glaubt, Amicia sei getötet worden und in seiner Hoffnungslosigkeit völlig der Macula hingab. So können sich die Rattenhorden nun ungehindert ausbreiten. In seinen letzten Atemzügen bittet Arnaud Amicia darum, ihren Bruder zu retten, und stirbt mit dem Wissen, endlich seinen Sohn gerächt zu haben.
Nachdem Amicia Lucas und Sophia befreit hat, machen die drei sich auf dem Weg nach Marseille. Zwar gelingt es der Gruppe, in die von den Ratten völlig zerstörte Stadt einzudringen, jedoch wird in dem Chaos Sophia am Bein verletzt, weswegen Amicia und Lucas allein nach Hugo suchen müssen. Trotz der schier endlosen Rattenhorden schaffen es die beiden, sich dem Konzentrationspunkt des Macula-Nebels zu nähern, wo sich Hugo befindet. Amicia schreitet hindurch und gelangt in eine von der Macula geschaffene übernatürliche Realität, in der sie Hugos Stimme hören kann. Hugo erklärt ihr, dass er nun vollständig mit der Macula verschmolzen ist und seine Existenz eine Bedrohung für die Welt darstellt, da er ungewollt für die Zerstörung aller Orte, die er sein Zuhause nennen wollte, verantwortlich ist. Er bittet Amicia deswegen, ihn zu töten, um die Macula davon abzuhalten, die Welt zu verschlingen. Als die Vision verschwindet, wird Amicia von Lucas aufgefangen, der ihr klarmacht, dass sie niemals allein sein wird. Schließlich weiß sie, was zu tun ist, und tötet schweren Herzens Hugo mit ihrer Schleuder. Falls Amicia sich weigert, wird Hugo von Lucas getötet.
Ein Jahr später lebt Amicia allein in der Berghütte der De Runes, während Lucas anderswo unterwegs ist, um sein Alchemiestudium fortzusetzen. Gemeinsam mit Sophia, die in dem Moment auftaucht, bereitet sie sich auf eine Reise vor, um den nächsten Träger der Macula zu finden. Bevor die beiden aufbrechen, geht Amicia zu Hugos Grab und erweist ihm die letzte Ehre.
In einer Post-Credits-Szene, die in der Neuzeit stattfindet, wird ein Kind gezeigt, das auf einem Krankenhausbett liegt und Anzeichen der Macula auf seiner Haut aufweist.

## Gameplay
Ähnlich wie sein Vorgänger ist A Plague Tale: Requiem ein Action-Adventure-Spiel, das aus der Third-Person-Perspektive gespielt wird. Im Spiel übernimmt der Spieler die Kontrolle über Amicia de Rune und muss sich sowohl Soldaten der französischen Inquisition als auch Rattenhorden stellen, die die Pest verbreiten. Das Gameplay ähnelt weitgehend dem ersten Spiel, obwohl das Kampfsystem erheblich erweitert wurde. Amicia ist mit Waffen wie einem Messer zum Erstechen von Feinden, einer Schleuder zum Schießen von Steinen und einer Armbrust ausgestattet, mit der sie gepanzerte Gegner leicht besiegen kann. Armbrustpfeile, Wurfgefäße und Steine können mit alchemistischen Mischungen kombiniert werden. Zusätzlich zu Ignifer und Extinguis, mit denen der Spieler Flammen anzünden bzw. löschen kann, führt das Spiel Teer ein, der den Radius der Feuerquelle vergrößert und zum Entzünden von Feinden als Brandbeschleuniger verwendet werden kann.
Die Schauplätze sind in A Plague Tale: Requiem größer, was den Spielern zusätzliche Optionen für den Spielefortschritt bietet. Das Stealthsystem wird ebenfalls erweitert. Im Gegensatz zu A Plague Tale: Innocence wird Amicia nicht sofort sterben, nachdem sie einmal von Feinden getroffen wurde. Sie kann auch in den Tarnmodus zurückkehren, nachdem sie von Feinden entdeckt wurde, und ihre Angriffe abwehren, wenn diese ihr zu nahe kommen. Amicias Bruder Hugo, der durch seine Erkrankung eine Verbindung zu den Ratten hat, kann eine Fähigkeit namens „Echo“ verwenden, die die Standorte von Feinden durch Wände hindurch sichtbar macht. Hugo kann auch die Rattenhorden in seiner Nähe kontrollieren, um Feinde zu überwältigen. Ähnlich wie im ersten Spiel spielen die lichtscheuen Ratten eine große Rolle im Spiel. Amicia und Hugo müssen im Licht bleiben, sonst werden sie von den Ratten gefressen. Amicia kann die Ratten zu ihrem Vorteil nutzen und mit ihnen Rätsel lösen oder sie durch Hugo gezielt zu Feinden steuern, wodurch die Kamera des Spielers in eine Egoperspektive aus Sicht der Ratten wechselt.
Das Spiel verfügt auch über ein Fortschrittssystem, in dem der Spieler mit zusätzlichen Fertigkeiten und Fähigkeiten ausgezeichnet wird. Stealth-Spieler werden Fähigkeiten freischalten, mit denen sie effizienter herumschleichen können, während diejenigen, die einen offensiveren Ansatz bevorzugen, zusätzliche Kampffähigkeiten freischalten. Die Ausrüstung des Spielers kann an Werkbänken verbessert werden.

## Entwicklung
A Plague Tale: Requiem wurde von dem französischen Entwicklerstudio Asobo Studio entwickelt. Genauso wie sein Vorgänger spielt das Spiel im spätmittelalterlichen Frankreich des 14. Jahrhunderts. Um die Authentizität der Orte zu gewährleisten, arbeitete das Team mit Roxane Chila, einer Expertin für Mediävistik, zusammen und durchsuchte sowohl Wikipedia als auch andere spezialisierte Websites nach zusätzlichen Informationen. Sie ließen sich auch von den persönlichen Erfahrungen einiger ihrer Teammitglieder inspirieren. Das Team entschied schon früh, dass das Spiel im Vergleich zu seinem Vorgänger eine andere Farbpalette haben würde. Infolgedessen wurde der Schauplatz des Spiels vom düsteren, kriegszerrütteten Aquitanien in die Provence verlegt, die bunter und lebendiger ist. Laut Hauptautor Sébastien Renard schuf dies einen „schärferen Kontrast zwischen der harten Realität der mittelalterlichen Umgebung, in der schreckliche Ereignisse passieren, und wunderschönen, manchmal unerforschten Umgebungen“. Um zusätzliche Gelegenheiten zum Lösen von Rätseln zu schaffen, führt das Spiel mehrere neue Orte ein, darunter Häfen und Marktplätze.
A Plague Tale: Requiem wurde von Asobo Studio und Publisher Focus Entertainment während der Microsoft-Pressekonferenz zur E3 2021 angekündigt. Das Spiel bewarb sich um den Tribeca Games Award und wurde in die offizielle Auswahl aufgenommen. Es ist am 18. Oktober 2022 für Windows, PlayStation 5 und Xbox Series erschienen. Die Veröffentlichung einer neuen Konsolengeneration ermöglichte es dem Spiel, mehr als 300.000 Ratten auf einmal zu rendern. Am selben Tag wurde auch eine reine Cloud-Version für Nintendo Switch veröffentlicht.

## Rezeption
Das Entwicklerstudio hat sich stark laut 4Players an The Last of Us orientiert. Der spielerische wie erzählerische Sprung im Vergleich zum Vorgänger fehle hier jedoch. Der Spieler erhalte vor allem im ersten schwachen Drittel nur mehr vom gleichen. Der Soundtrack sei stark, die letzten fünf Spielstunden durchaus denkwürdig.

## Belege
1. 1 2  A Plague Tale Requiem Homepage. In: asobostudio.com. Asobo Studio, abgerufen am 15. Juni 2021 (englisch).
2. 1 2 3  Simon Cardy: A Plague Tale: Requiem - Exclusive Hands-On Preview. In: IGN. 25. Juni 2022, abgerufen am 26. Juni 2022 (englisch).
3. ↑  Alyssa Mercante: A Plague Tale: Requiem gameplay is gruesome and gorgeous. In: GamesRadar. 11. Juni 2022, abgerufen am 26. Juni 2022 (englisch).
4. ↑  Sébastien Renard: A Plague Tale: Requiem – Creating a New Setting for Amicia and Hugo. In: Xbox Wire. 12. Juni 2022, abgerufen am 26. Juni 2022 (englisch).
5. ↑  A Plague Tale Requiem: Alles zum Sequel des Stealth-Überraschungs-Hits. 14. Juni 2021, abgerufen am 15. Juni 2021.
6. ↑  Joe Skrebels: A Plague Tale: Requiem Announced - E3 2021. In: IGN. 18. Juni 2022, abgerufen am 26. Juni 2022 (englisch).
7. ↑  Jill Grodt: Oxenfree 2, A Plague Tale: Requiem, Cuphead, And More Highlighted At Tribeca Games Spotlight. In: Game Informer. 10. Juni 2022, abgerufen am 26. Juni 2022 (englisch).
8. ↑  Tom Phillips: A Plague Tale: Requiem gets October release date, 10 minutes of gameplay shown. In: Eurogamer. 23. Juni 2022, abgerufen am 26. Juni 2022 (englisch).
9. 1 2 3  Matthias Schmid: A Plague Tale: Requiem - Test, Action-Adventure. In: 4Players. 17. Oktober 2022, archiviert vom Original am 27. Dezember 2023; abgerufen am 17. Oktober 2022.
10. ↑  A Plague Tale: Requiem. In: Metacritic. Abgerufen am 18. Oktober 2022 (englisch).
11. ↑  A Plague Tale: Requiem. In: Metacritic. Abgerufen am 17. Oktober 2022 (englisch).
12. ↑  A Plague Tale: Requiem. In: Metacritic. Abgerufen am 18. Oktober 2022 (englisch).